# Заслуженный работник культуры Узбекской ССР
Заслуженный работник культуры Узбекской ССР — почетное звание Узбекской ССР, одна из форм признания государством и обществом заслуг отличившихся граждан и коллективов. Учреждено 27 сентября 1966 года Указом Президиума Верховного Совета Узбекской ССР «Об установлении почетных званий «Заслуженный инженер Узбекской ССР», «Заслуженный работник культуры Узбекской ССР», «Заслуженный связист Узбекской ССР», «Заслуженный работник автотранспорта Узбекской ССР» и «Заслуженный работник торговли Узбекской ССР».  
Присваивалось высококвалифицированным работникам учреждений, организаций и органов культуры, искусства, образования, полиграфии, печати, радио и телевидения, участникам самодеятельного творчества и лицам, участвующим в работе организаций, учреждений и органов культуры на общественных началах, за заслуги в развитии культуры.  
Лицам, удостоенным почётного звания, вручались грамоты Президиума Верховного Совета Узбекской ССР и соответствующий нагрудный знак из посеребренного цветного металла — томпака. Нагрудный знак носился на правой стороне груди. Звание входило в систему государственных наград Узбекской ССР. Присвоение прекратилось с распадом СССР. 